# Agnieszka Kobus
Agnieszka Kobus-Zawojska (Varsavia, 28 agosto 1990) è una canottiera polacca.

## Palmarès
- Olimpiadi

Rio de Janeiro 2016: bronzo nel 4 di coppia
Tokyo 2020: argento nel 4 di coppia.
- Mondiali

Sarasota 2017: argento nel 4 di coppia.
Plovdiv 2018: oro nel 4 di coppia.
Linz-Ottensheim 2019: argento nel quattro di coppia.
- Europei

Belgrado 2014: bronzo nel 4 di coppia.
Poznań 2015: bronzo nel 4 di coppia.
Brandeburgo 2016: argento nel 4 di coppia.